# Colani Sikhondze
Colani Sikhondze (ur. 5 sierpnia 1994) – suazyjski piłkarz występujący na pozycji pomocnika, dwukrotny reprezentant swego kraju, grający w reprezentacji w 2011 roku.

## Kariera klubowa
Sikhondze karierę klubową rozpoczął w 2010 roku w rodzimym klubie Royal Leopards FC, w którym to grał przez jeden sezon. W latach 2011–2014 związany był z klubem Manizini Wanderers FC. Następnie grał w Manzini Sundowns FC (2014-2017), Matsapha United (2017-2018), Mbabane Swalloes FC (2018-2019) i mozambickim GD Maputo. W 2019 przeszedł do Denver Sundowns.

## Kariera reprezentacyjna
Colani Sikhondze grał w reprezentacji w 2011 roku; rozegrał w niej 2 oficjalne spotkania; w żadnym z nich nie udało mu się zdobyć gola.